# Alelimma ochrodes
Alelimma ochrodes là một loài bướm đêm trong họ Erebidae.